# Victoria Majadas
Victoria Majadas Morales es una ingeniera de telecomunicación española. En 2021, fue reconocida con el premio Personalidad Destacada del Sector por el Colegio Oficial de Ingenieros de Telecomunicación (COIT) de la Comunidad Valenciana.

## Trayectoria
Majadas es ingeniera superior de telecomunicación por la Universidad Politécnica de Cataluña (UPC) y Master of Business Administration (MBA) en Comercio Internacional por Centro de Estudios Económicos y Comerciales del ICEX España Importación e Inversiones.
En 1997, comenzó su trayectoria en la administración autonómica de Cataluña gestionando proyectos en el ámbito de las comunicaciones para instituciones públicas. En 2000, formó parte del grupo Abertis Telecom. Unos años después fue directora del operador de telecomunicaciones regional COTA en Murcia. En 2017, fue también gerente territorial de Cellnex Telecom para la Comunidad Valenciana.
Desde 2017, Majadas es gerente en España de DAS & Small Cells de Cellnex Telecom, también presidenta de la red de inversores BIGBAN Inversores Privados   y socia fundadora en Smart To People (A Smart City Consulting).

## Reconocimientos
En 2013, Majadas fue galardonada con el premio Teleco del Año 2013 por el Colegio Oficial de Ingenieros de Telecomunicación (COIT) de la Región de Murcia, que la reconoce como una de las principales profesionales del sector en la región. Posteriormente, en 2021, también recibió el premio Personalidad Destacada del Sector por el Colegio Oficial de Ingenieros de Telecomunicación (COIT) de la Comunidad Valenciana, que la reconoce como una mujer referente del emprendimiento innovador.
Majadas también cuenta con la Acreditación Internacional en Consejos de Administración y Buen Gobierno por el Instituto de Gobernanza Empresarial.